# 马星野

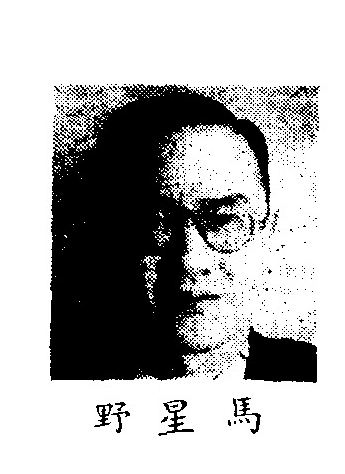

马星野（1909年9月13日—1991年3月11日），原名允伟，后改名偉，笔名星野，浙江平阳人。和蘇步青、謝俠遜並稱『平陽三王』，有新聞王的稱號。

## 生平
1909年9月13日，生於浙江平陽縣，父親馬毓麟是秀才，由祖父馬維藩發蒙，教讀書識字。1923年，考入浙江省立十中，獲得當時在十中任教的朱自清的賞識。
1926年，考取厦门大学，因廈大發生學潮而離開，次年赴南京考入中央黨務學校。北伐期間，擔任蔣介石的記錄秘書，之後主編校刊。1928年6月，畢業後留校担任同学会總幹事，后又任清华大学校长室秘书。1931年夏，考取公費，前往美国編入密苏里大学新闻学院。1933年，畢業。1934年，返国后在中央政治学校任教。1935年，政校籌設新聞系，主持系務。
1941年，發起成立中國新聞學會。1942年，兼任中国国民党中央宣传部新闻事业处处长。1945年，又历任中国国民党中央宣传部特派员、中央日报社长，後中央日報社改組，任常務董事兼社長。1948年，經當選全國新聞界第一届國民大會代表，並出席聯合國新聞自由會議。
赴台后继任《中央日报》社长，1950年，兼任中國國民黨中央設計委員會副主任委員，後轉任中央委員會第四組主任等職。1959年，任中华民国驻巴拿马特命全权大使。1964年回国后，接任中央通訊社社長。1972年，出任中央社管理委員會主任委員、中國新聞學會理事長，隔年中央通訊社改組為公司組織，當選首任董事長。1985年，退休後受聘为总统府国策顾问。
1991年，在台北市逝世。

## 家庭
妻子辜祖文，有二子二女：
- 長女馬少文
- 長子馬上庚
- 次子馬少野
- 次女馬大安